# Анна Вілер (авторка)
Анна Вілер (бл. 1780 – 1848), також відома під своїм дівочим прізвищем Анна Дойл, була британською письменницею ірландського походження та захисницею політичних прав жінок і переваг контрацепції. Вона вийшла заміж за Френсіса Массі Вілера, коли їй було «приблизно16», а йому «приблизно19», хоча точний рік невідомий. Через дванадцять років вони розлучилися. Після його смерті вона заробляла на життя перекладами творів французьких філософів. 
Вона була знайома з Робертом Оуеном, Джеремі Бентамом та Френсіс Райтом . Філософ Вільям Томпсон описав свою книгу «Звернення однієї половини людства, жінок, проти прагнень іншої половини, чоловіків, утримувати їх у політичному, а отже, і в цивільному та домашньому рабстві» як «спільну власність» із Анною. 
Будучи відданою захисницею політичних прав жінок та рівних можливостей в освіті, вона підтримувала товариські стосунки з французькими феміністками та соціалістками.

## Раннє життя
Анна Дойл була донькою преподобного Ніколаса Міллі Дойла, священослужителя Ірландської Церкви , настоятеля Ньюкасла, графство Тіпперері. Вона не мала формальної освіти, але вивчала французьку мову, географію, читання та письмо вдома. У 1795 році, приблизно у віці п’ятнадцяти років, вона вийшла заміж за Френсіса Мессі Вілера з роду Лізарда Коннелла , спадкоємця маєтку в Балівайрі, який зробив їй пропозицію на балу. Він народився в 1776 році і був онуком Г’ю Массі, 1-го барона Массі (1700–1788)  , коли йому самому було лише дев’ятнадцять років  вони оселилися в графстві Лімерік . Згідно з автобіографією її доньки Розіни, Вілер мала п'ять дочок , хоча більш загальне джерело говорить про двох.  Її дочка Розіна Дойл Вілер, яка пізніше написала, що народилася в 1802 році  стала романісткою Розіною Булвер Літтон .
Вілер багато читала, захоплюючись як французькими мислителями епохи Просвітництва, так і Мері Волстонкрафт . Її чоловік був затятим алкоголіком, тому вона розлучилася з ним через дванадцять років, переїхавши на Гернсі до свого дядька, генерала сера Джона Дойла, який на той час обіймав посаду віце-губернатора Гернсі . У 1815 році вона переїхала до Лондона, щоб дати освіту своїм дочкам. А у 1816 році вона вже подорожувала Францією. 
Один із її братів, сер Джон Міллі Дойл (1781–1856) був командувачем британськими та португальськими військами у Піренейській війні та у Ліберальних війнах. 

## Подальше життя
Чоловік Вілер помер у 1820 році і залишив її без грошей, тож вона заробляла на життя, перекладаючи англійською мовою праці Шарля Фур’є та інших французьких філософів Оуенітів . Їй вдалося все життя подорожувати, гостювати у друзів і пропагувати новини та ідеї феміністичного руху. Вона жила переважно в Лондоні, Дубліні, Кані та Парижі. 
У Лондоні вона познайомилася з Робертом Оуеном, Джеремі Бентамом і Френсісом Райтом і стала близькими друзями з Вільямом Томпсоном . У 1825 році Томпсон, спровокований відмовою Джеймса Мілля від політичного представництва жінок, написав Звернення однієї половини людства, жінок, проти прагнень іншої половини, чоловіків, утримувати їх у політичному, а отже, і в цивільному та домашньому рабстві.   Томпсон назвав книгу «спільною власністю» себе та Анни Вілер. Вони обоє були прибічниками використання засобів контрацепції. 

## Публікації
- Вільям Томпсон, Звернення однієї половини людства, жінок, проти прагнень іншої половини, чоловіків (1825); Томпсон приписував Вілер багато ідей, викладених у цьому трактаті.
- Анна Вілер, Права жінок (1830), опублікована в The British Co-operator .
- Анна Вілер, Лист від Власти (1833)

## Дивіться також
- Історія фемінізму

1. 1 2 3 4 5 6  various authors Dictionary of National Biography / L. Stephen, S. Lee — London: 1885.
2. ↑  Lundy D. R. The Peerage
3. ↑  Pas L. v. Genealogics — 2003.
4. 1 2 3 4 5  Biography of Anna Wheeler at Women philosophers.com. Архів оригіналу за 5 січня 2013. Процитовано 14 січня 2011.
5. 1 2  Edward Cave, John Nichols, eds., The Gentleman's Magazine, and Historical Chronicle (1834), p. 276: "Francis Massey Wheeler, Esq. of Lizard Connell, born in 1776, married Anne daughter of the Rev. Nicholas Milley Doyle (elder brother of General Sir John Doyle, Bart. G.C.B. and uncle of Major-General Welbore Ellis Doyle..."
6. ↑  Margaret McFadden, Golden Cables of Sympathy (1999), с. 136
7. 1 2  Rosina Bulwer Lytton, Autobiography (MS.)
8. ↑  Deane, Seamus, Andrew Carpenter, and Jonathan Williams (2002). The Field Day Anthology of Irish Writing: Irish Women's Writing and Traditions. New York: New York University Press. с. V, 68.